# Adstock
Adstock est une municipalité du Québec située dans la MRC des Appalaches dans la Chaudière-Appalaches.
Adstock est le résultat de la fusion en 2001 des municipalités de Saint-Méthode-de-Frontenac, Sacré-Cœur-de-Marie-Partie-Sud et Sainte-Anne-du-Lac.

## Toponymie
En 1869, le canton d'Adstock est appelé ainsi en l'honneur du village d'Angleterre de même nom situé dans le comté de Buckinghamshire.
Le nom tirerait son origine du mot anglo-saxon Edestoche signifiant Eadda's wood (Forêt d'Eadda).

## Histoire
Le canton d'Adstock fut érigé en 1869 à l'intérieur du comté de Buckingham qui, lui, datait de 1829. La paroisse de Saint-Méthode-d'Adstock a, quant à elle, été érigée en 1888. Elle prit le nom de Saint-Méthode-de-Frontenac en 1945. La municipalité de Saint-Méthode-de-Frontenac comprenait deux secteurs : Saint-Méthode et Saint-Daniel.
En 1910, des morceaux de territoires du canton de Thetford-Partie-Nord et du canton de Thetford-Partie-Sud furent détachés pour donner naissance à la municipalité de la paroisse de Sacré-Cœur-de-Marie.
Une partie du territoire de Sacré-Cœur-de-Marie s'en sépara en 1949 pour donner naissance à la municipalité de Sainte-Anne-du-Lac.

### Chronologie
- 26 janvier 1888 : Érection de la Municipalité d'Adstock, de la scission de la Municipalité de Saint-Ephrem-de-Tring[3].
- 29 juin 1894 : La Municipalité d'Adstock devient la Municipalité de paroisse[4] de Saint-Méthode-d'Adstock[5].
- 1er janvier 1910 : Érection de la Municipalité de paroisse de Sacré-Cœur-de-Marie de la division de la Municipalité de Nord-du-Canton-de-Thetford en deux entités municipales et de la scission de la Municipalité de Sud-du-Canton-de-Thetford[6].
- 30 juin 1945 : La Municipalité de paroisse de Saint-Méthode-d'Adstock devient la Municipalité de Saint-Méthode-de-Frontenac[7].
- 1er juillet 1949 : Érection de la Municipalité de village de Sainte-Anne-du-Lac, de la scission de la Municipalité de paroisse de Sacré-Cœur-de-Marie[8].
- 15 mars 1969 : Les toponymes, leurs orthographes, ainsi que les statuts (désignations municipales) sont officialisés : Municipalité de Saint-Méthode-de-Frontenac[9], Municipalité de paroisse de Sacré-Cœur-de-Marie-Partie-Sud[10] et Municipalité de village de Sainte-Anne-du-Lac[11]
- 14 février 2001 : Érection de la Municipalité d'Adstock, de la fusion de la Municipalité de Saint-Méthode-de-Frontenac et de la Municipalité de paroisse de Sacré-Cœur-de-Marie-Partie-Sud[12].
- 24 octobre 2001 : Annexion de la Municipalité de village de Sainte-Anne-du-Lac avec la Municipalité d'Adstock[13].

## Géographie
La municipalité d'Adstock est située dans la chaîne de montagnes des Appalaches. Son point culminant est le Mont Adstock avec une altitude de 712 mètres. 46° 01′ 43″ N, 71° 11′ 22″ O
La municipalité comporte de nombreux chalets, notamment sur le bord d'un des six lacs : lac du Huit, lac à la Truite, Grand-Lac-Saint-François, lac Bolduc, lac Jolicœur, lac Rochu. La rivière Bécancour traverse la municipalité aux limites ouest, la rivière Prévost-Gilbert traverse la limite nord, le crénon de la rivière de l'Or, le lac du Huit, se situe au centre, celui de la rivière des Hamel au sud-est, et la rivière Muskrat coule entièrement dans le sud de la municipalité.

## Démographie
| 2001  | 2006  | 2011  | 2016  | 2021  |
| ----- | ----- | ----- | ----- | ----- |
| 2 368 | 2 678 | 2 643 | 2 806 | 2 903 |

## Administration
Les élections municipales se font en bloc et suivant un découpage de six districts.
| Adstock Maires depuis 2005                                                                                           |                |         |          |
| Élection | Maire          | Qualité | Résultat |
| 2005 | Hélène Faucher |         | Voir     |
| 2009 | René Gosselin  |         | Voir     |
| 2013 | Pascal Binet   |         | Voir     |
| 2017 | Pascal Binet   | Voir    |          |
| 2021 | Pascal Binet   | Voir    |          |
| Élection partielle en italique Depuis 2005, les élections sont simultanées dans toutes les municipalités québécoises |                |         |          |

Le recensement de 2016 y dénombre 2 643 habitants, soit 4,8 % de plus qu'en 2006,.

## Économie
On retrouve sur le territoire de la municipalité la boulangerie Saint-Méthode, une entreprise familiale fondée en 1947.
En 2014, Benoît Faucher est le seul actionnaire de la famille Faucher dans l’entreprise.
70 ans après son ouverture, sous la direction de Benoît Faucher, la boulangerie élimine les organismes génétiquement modifiés (OMG) de tous leurs produits.
En 2017, l’usine de la boulangerie Saint-Méthode située à Adstock subit un incendie majeur. 
Par la suite, en 2023, la Boulangerie Saint-Méthode acquiert un nouveau partenaire d’affaires: la firme américaine de placement privé en biens de consommation nommé Swander Pace Capital. 
De plus, l’entreprise familiale joue un rôle important dans le commerce du pain tranché puisqu’en 2024, c’est la 2e plus grande boulangerie au Québec avec 125 millions en chiffre d’affaires. 
En 2025, l’entreprise distribue du pain presque partout au Québec, d’Ottawa jusqu’à la péninsule acadienne. 

## Patrimoine

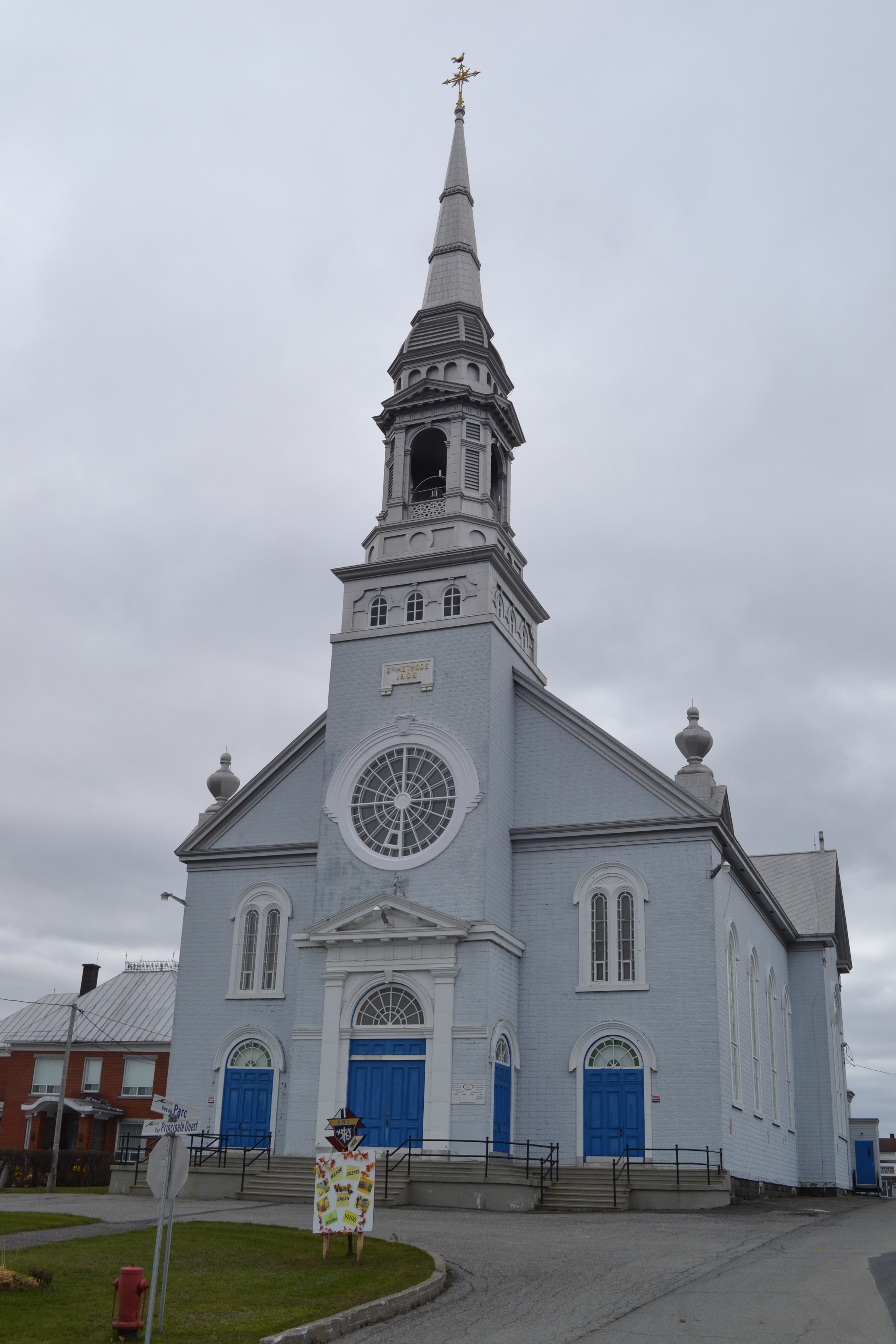
Église de Saint-Méthode, dans l'ancienne ville de Saint-Méthode-de-Frontenac, qui fait maintenant partie de Adstock, Quebec

Dans l'ancienne municipalité du Sacré-Cœur-de-Marie-Partie-Sud, les immeubles du noyau paroissial autour de l'église Très-Saint-Cœur-de-Marie, du monument du Sacré-Cœur, du cimetière, du charnier, de l'ancien presbytère et de l'ancienne école sont cités pour leur valeur patrimoniale depuis juillet 2015. Sur plan de l'architecture résidentielle, plusieurs résidences ont été recensées lors de l'Inventaire du patrimoine bâti de la MRC des Appalaches dont certaines sont situées au centre de l'ancien village,.
L'église de Saint-Méthode a été érigée entre 1904 et 1907 selon les plans de l'architecte Jean-Joseph Ouellet. L'église et son presbytère sont inventoriés dans le Répertoire du patrimoine culturel du Québec ainsi que l'ancien magasin général Wellie Hamann. L'église Saint-Antoine-Daniel a été érigée entre 1941 et 1942. Sur le plan de l'architecture résidentielle dans l'ancienne ville de Saint-Méthode-de-Frontenac, plusieurs immeubles sont inventoriés dont certains sur l'avenue Principale, et la rue Notre-Dame.
Des granges sur le chemin de la Grande-Ligne et le rang Turgeon, quatre croix de chemin,,, et un calvaire sont également recensés. Une ancienne école se trouve sur le 10e rang.

## Sports
Activités sportives en région :

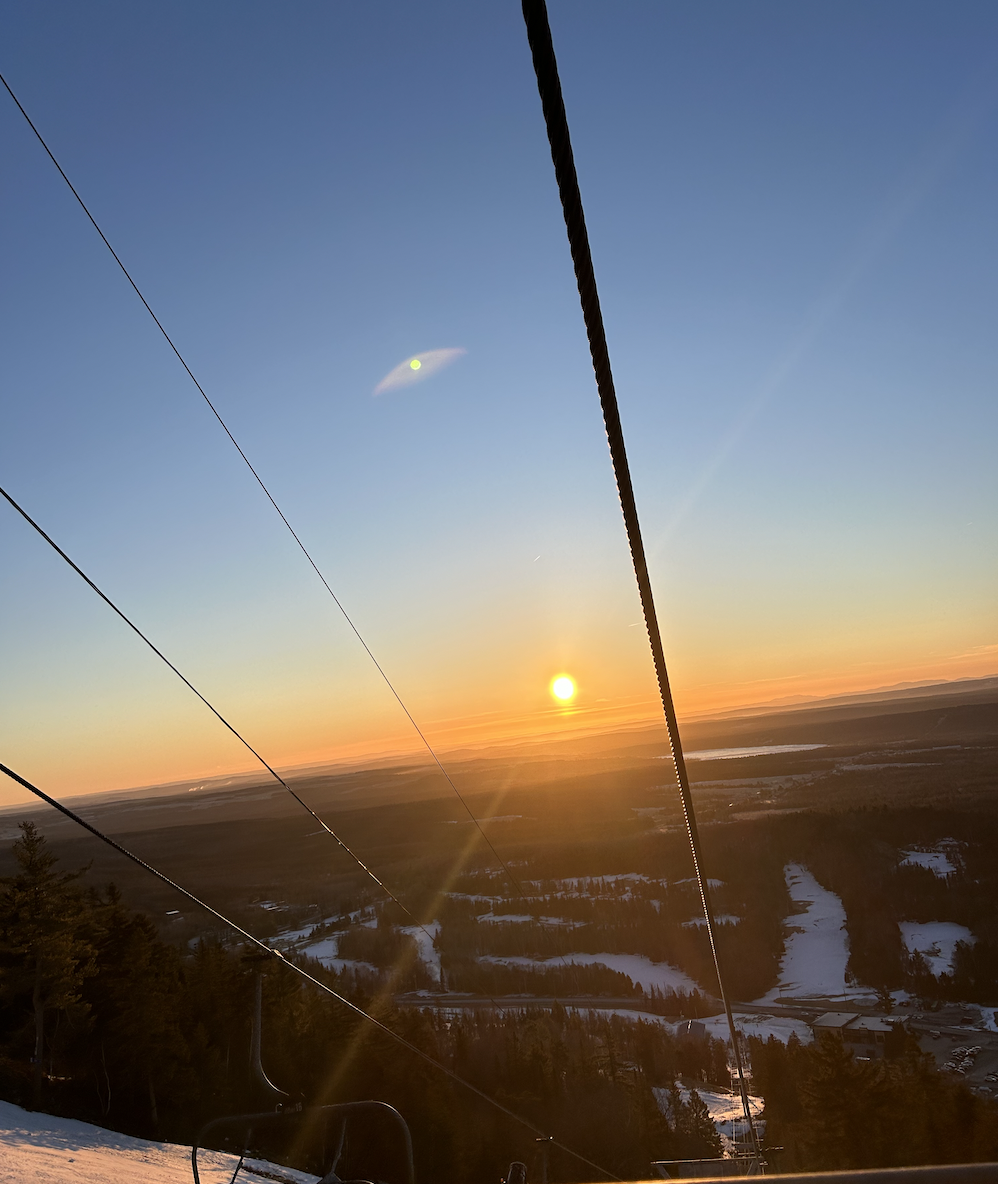
La vue du terrain de golf au bas du Mont Adstock

- Centre de Ski et Club de Golf d'Adstock
- sentiers pédestres du mont Grand Morne
- Parc national de Frontenac (secteur Saint-Daniel)
- Deltaplane et parapente au mont Grand Morne et à Adstock
- Anneau de glace pour patiner en ville[48]